# Deidre Hall
Deidre Hall (Milwaukee, 31 ottobre 1947) è un'attrice televisiva ed ex modella statunitense.
La prima soap opera a cui ha partecipato è stata, fino al 1975, Febbre d'amore, trasmessa dalla CBS a partire dal 1973. Il successo le è arriso, tuttavia, per la partecipazione, nel ruolo della dottoressa Marlena Evans e in coppia con Drake Hogestyn, in Il tempo della nostra vita, serial trasmesso dalla NBC e in cui ha recitato dal 1976 al 1987 e poi ancora nel 1991 fino al 2009 e nuovamente dal 2011.
Come guest star ha partecipato a due telefilm della serie Colombo e La signora in giallo.
Ha avuto tre candidature ai Daytime Emmy Awards (nel 1980, nel 1984 e nel 1985). Nel 1995 è stata interprete di un telefilm-autobiografia diretto da John Patterson in cui ha raccontato la sua difficoltà nel divenire madre.

## Biografia
Il terzo di cinque figli nati da John e Jeanie Hall, è la sorella gemella dell'attrice Andrea Hall, che ha interpretato il ruolo di Samantha Evans nello stesso seriale dal 1977 to 1982, ha due fratelli, di cui uno - John Terry, affetto da sindrome di Down - deceduto nel novembre 1999.
All'età di 12 anni, Hall è stata eletta Junior Orange Bowl Queen. Hall è cresciuta a Lake Worth, Florida, dove nel 1965 si è diplomata alla Lake Worth High School. Terminati gli studi al college di Palm Beach (1967), nel 1970 si è trasferita nel sud California dove ha iniziato a frequentare corsi di recitazione al Los Angeles City College.
È nei primi anni settanta che ha avuto inizio la sua attività di attrice televisiva con l'interpretazione di Barbara Anderson nella soap The Young and the Restless. 
Successivamente ha interpretato il ruolo della supereroe Electra Woman nella serie televisiva del 1976 Electra Woman and Dyna Girl, interpretando poi il ruolo di Jessica Witherspoon nella serie Our House in onda dal 1986 al 1988.
Hall è stata sposata con il produttore televisivo Steve Sohmer dal 1991 al 2005. Le difficoltà nel concepimento del loro primo figlio sono state raccontate nel TV-movie autobiografico Never Say Never: The Deidre Hall Story in cui ha interpretato la parte di sé stessa.
Nei primi anni ottanta aveva avuto una relazione sentimentale con un uomo politico, il senatore della Louisiana Ned Randolph, divenuto poi sindaco della città di Alexandria.

## Vita privata
Hall ha donato 1000 dollari alla campagna del rappresentante Dennis Kucinich per la presidenza.
È stata sposata quattro volte:
- William Hudson (6 maggio 1966-1970)
- Keith Barbour (1972-1977), cantante
- Michael Dubelko (1987-1989), produttore e scrittore
- Steve Sohmer (31 dicembre 1991-2006), autore e sceneggiatore. Hall e Sohmer hanno due figli: David Atticus Sohmer (nato il 23 agosto 1992) e Tully Chapin Sohmer (nato il 19 gennaio 1995). Entrambi sono nati tramite una madre surrogata conosciuta come "Robin B".

Tra i suoi matrimoni con Barbour e Dubelko, Hall ha frequentato il senatore dello stato della Louisiana Ned Randolph all'inizio degli anni '80. Ha fatto diverse apparizioni nella campagna elettorale di Randolph per un seggio alla Camera dei Rappresentanti degli Stati Uniti nel 1982, che fu conquistato da Gillis William Long.
La famiglia Hall fu una delle famiglie fondatrici della città di Meriden, nel Connecticut. John Hall emigrò dall'Inghilterra e si stabilì a Boston nel 1625. Un altro antenato, Lyman Hall, fu uno dei firmatari della Dichiarazione d'indipendenza degli Stati Uniti d'America.

## Filmografia
- Febbre d'amore - soap opera (1973-1975)
- Il tempo della nostra vita - soap opera (1976-1987, 1991-2009, 2011-in corso)
- Vita col nonno (Our House) - sitcom, drammatico (1986-1988)
- Colombo (Columbo) – serie TV, episodio 9x02 (1990)
- La signora in giallo (Murder, She Wrote) – serie TV, episodio 6x22 (1990)
- Days of Our Lives: Beyond Salem, regia di Sonia Blangiardo, Noel Maxam e Albert Alarr – miniserie TV (2021-2022)
- Days of Our Lives: A Very Salem Christmas (2021)